# Regionální dráha

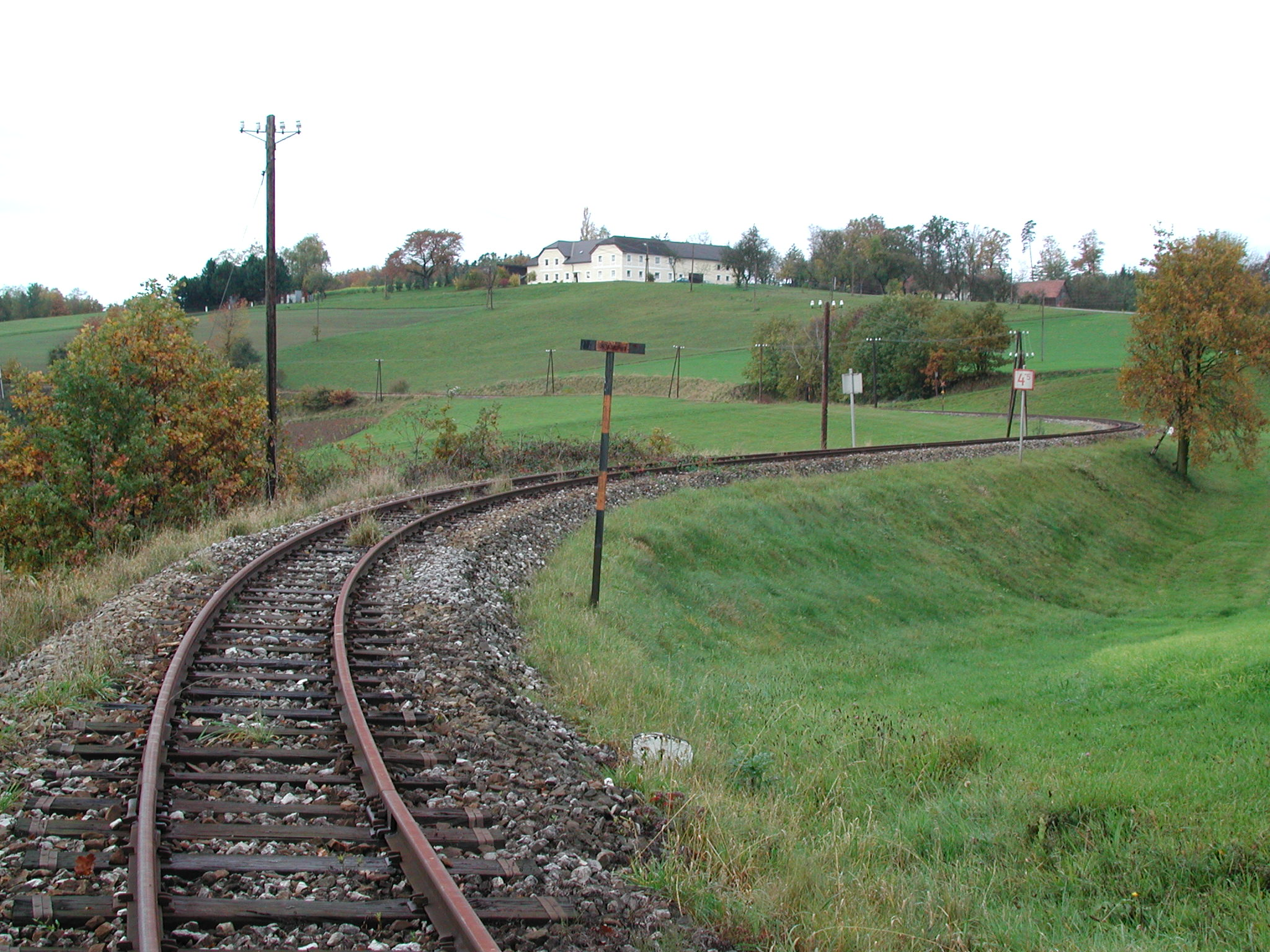
Regionální dráha v Německu

Regionální dráha, lokální dráha, místní dráha, drobná dráha, malodráha, vicinální dráha, sekundární dráha, podružná dráha, vedlejší dráha jsou názvy, jimiž v různých obdobích a zemích byly či jsou označovány kolejové dráhy nižší kategorie, tedy zpravidla vedlejší dráhy a dráhy nezapojené do celostátní sítě. Legislativa jednotlivých zemí a období se liší tím, zda do společné kategorie s méně významnými drahami železniční sítě zahrnuje též tramvajové dráhy, pozemní lanové dráhy, ozubnicové dráhy, důlní a průmyslové dráhy atd. (jako například ve Švýcarsku) a metro, nebo zda je vyčleňuje do jiných kategorií a technicko-právních režimů (jako například v České republice).
Nižší kategorie drah zpravidla podléhají méně přísným technickým požadavkům (podélný sklon trati, minimální poloměr oblouků, kvalita kolejového lože, rozchod a geometrie kolejí atd.). Zpravidla na nich bývá umožněn větší podíl soukromého sektoru nebo obcí či regionů při zřizování, vlastnění a provozování, tyto dráhy v některých zemích podléhají nižším správním orgánům než celostátním.

## Lokální dráhy v historii
Když kolem roku 1870 v rakousko-uherském Předlitavsku byla dokončována síť hlavních tratí, odlehlejší a hornatější oblasti zůstávaly stále bez železničního spojení. Začaly vznikat zákony, které měly dalšímu rozvoji železniční sítě napomoci. Podobný vývoj probíhal tou dobou i například v Německu. [zdroj?]
V letech 1873–1875 byly schváleny zákony, které stavitelům místních drah přinesly řadu technických i hospodářských úlev. Po vydání prováděcího nařízení byly do roku 1879 vybudovány první 3 lokální tratě na území dnešní České republiky (Nové Sedlo u Lokte – Loket, Chodov – Nejdek, Čáslav – Závratec) a 9 dalších v jiných částech Předlitavska.[zdroj?]
Roku 1880 byl vydán jednak zákon usnadňující zestátnění postavených i rozestavěných drah, a za druhé zákon o výstavbě místních drah, který dočasně na dobu dvou let pro lokální dráhy poskytoval řadu úlev v technické, právní i správní oblasti a zvýhodňoval soukromé koncesionáře nových vedlejších drah. Ještě v roce 1880 byly vydány koncese na 100 km vedlejších tratí, roku 1881 již něco přes 500 km. V následujících letech získala převažující vliv na většině lokálních tratí společnost StEG a ÖNVB spolu s Jihoseveroněmeckou spojovací dráhou. [zdroj?]
V roce 1882 byl vydán další, tentokrát již trvalý zákon „o vedlejších drahách“ (resp. o podružných drahách). Také tento zákon umožnil vznik mnoha místních drah. [zdroj?]
Výstavba konkrétních místních drah byla v jednotlivých letech podporována i speciálními zákony, mezi které patří například Zákon o místních drahách, které roku 1894 mají býti zabezpečeny č. 129 ř. z. z 22. 6. 1894. Dne 17. prosince 1892 byl vydán zákon o podpoře místních drah pomocí zemské garance.
Rámcový zákon pro výstavbu místních drah byl přijat i v Československu, a to 27. června 1919 pod č. 373/1919 Sb. z. a n.
Ve 20. letech 20. století převzal místní dráhy stát a smazal při tom právní specifičnost lokálních či vedlejších drah. [zdroj?]
V německojazyčných zemích se používaly různé termíny: v Prusku malodráha (Kleinbahn), v Bádensku, Bavorsku a Rakousku lokální dráha (Lokalbahn), v Sasku sekundární dráha (Sekundärbahn), v Bavorsku též vicinální dráha (Vizinalbahn), případně vedlejší dráha (Nebenbahn)[zdroj?], v Belgii taktéž vicinální dráha (Tramways vicinaux)
V Prusku vydal parlament 28. července 1892 Zákon o malodráhách a soukromých vlečkách (Gesetz über Kleinbahnen und Privatenschlußbahnen).

## Česká právní úprava
Regionální dráha je „dráha regionálního nebo místního významu, která slouží veřejné železniční dopravě a je zaústěná do celostátní nebo jiné regionální dráhy“. Tento termín se v českém právním řádu objevil se Zákonem o dráhách č. 266/1994 Sb. O zařazení železniční trati do kategorie (celostátní dráha, regionální dráha, místní dráha, vlečka, speciální dráha) rozhoduje drážní správní úřad, jímž je v této věci Ministerstvo dopravy, které koná ve stanovených případech v dohodě s Ministerstvem obrany.
Z technického, provozního a právního hlediska jsou na regionální dráhy kladeny stejné požadavky jako na celostátní dráhu. Zatímco však celostátní dráha je v republice jedna, tvořená všemi úseky, které k ní patří, a měla by tedy mít celá jednoho vlastníka i jednoho provozovatele, regionálních drah je mnoho, což umožňuje rozdělit je mezi více vlastníků i provozovatelů.

## Regionální dráhy vyčleněné z celostátní dráhy
S účinností od 1. července 1996 vláda dne 20. prosince 1995 usnesením vyčlenila 128 regionálních drah z jednotné celostátní dráhy, tehdy provozované Českými drahami. Počet a výběr regionálních drah souvisí s tím, že 4. dubna 1995 ekonomičtí ministři schválili privatizaci 127 tratí regionálního významu, ta však nebyla nikdy realizována.
Po přenesení funkce provozovatele celostátní dráhy na Správu železniční dopravní cesty, ke kterému došlo 1. července 2008, tato organizace iniciovala u ministerstva dopravy správní řízení o změně kategorizace řady dalších úseků celostátní dráhy na dráhu regionální. Do dne vydání Prohlášení o dráze celostátní a regionální pro jízdní řád 2013 tak bylo vyčleněno dalších 25 regionálních drah,, v roce 2014 pak nejméně další tři.
Zatím žádná regionální dráha nebyla nově postavena ani překategorizována z jiné kategorie než vyčleněním z celostátní dráhy.